# Supergigantă albă
O supergigantă albă este o stea de tip spectral AI (« A unu »). Aceste stele sunt extrem de strălucitoare și au temperatura la suprafață de circa 10.000 K. Deneb este un exemplu al acestui tip de stele; luminozitatea sa atinge de circa 60.000 de ori pe aceea a Soarelui nostru. Stelele de acest tip sunt mai puțin calde decât supergigantele albastre

## Exemplu
- Deneb, de tip spectral A2 Ia[2], este o supergigantă foarte luminoasă albă.